# テル・ダン石碑

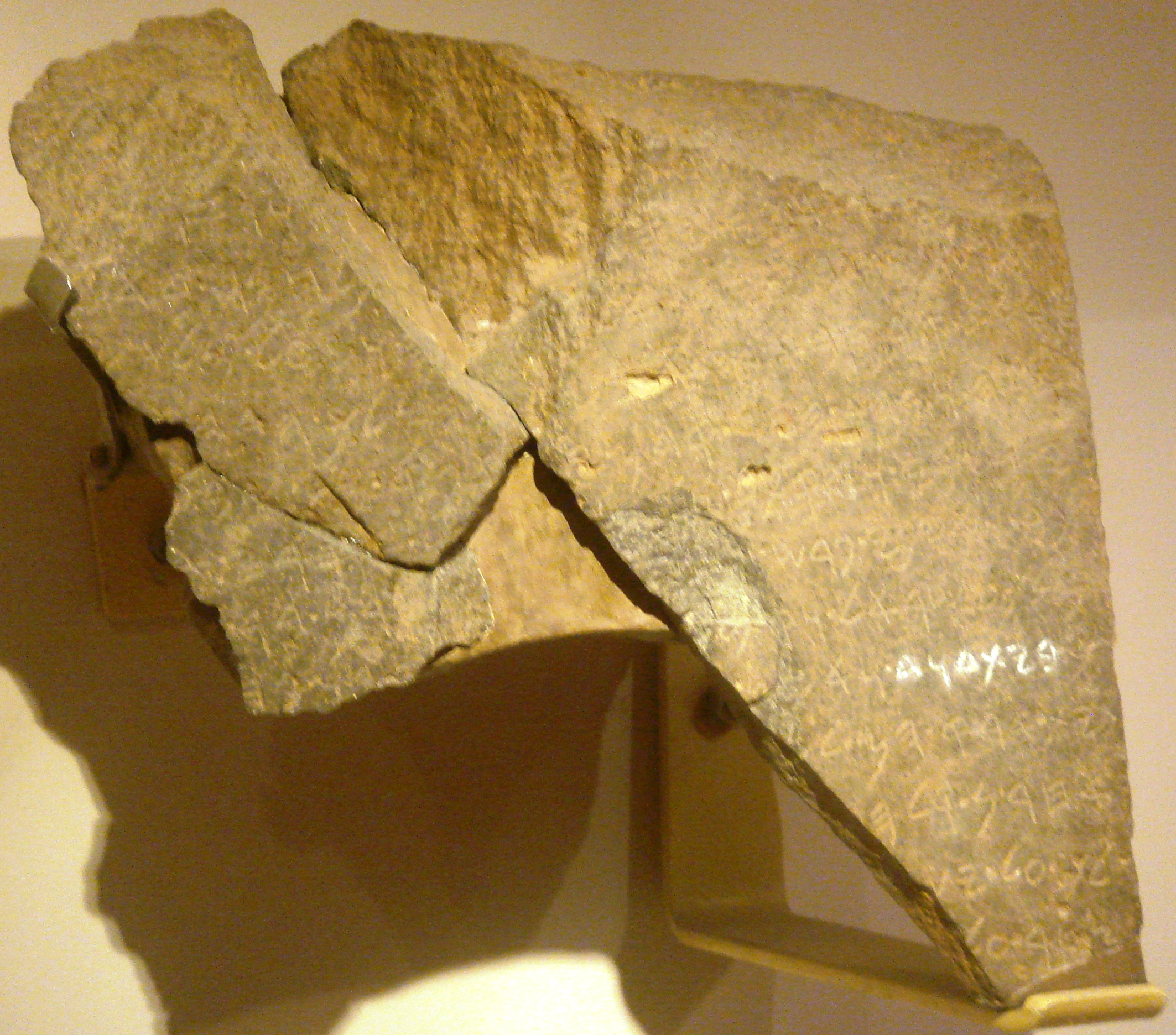
テル・ダン石碑。イスラエル博物館

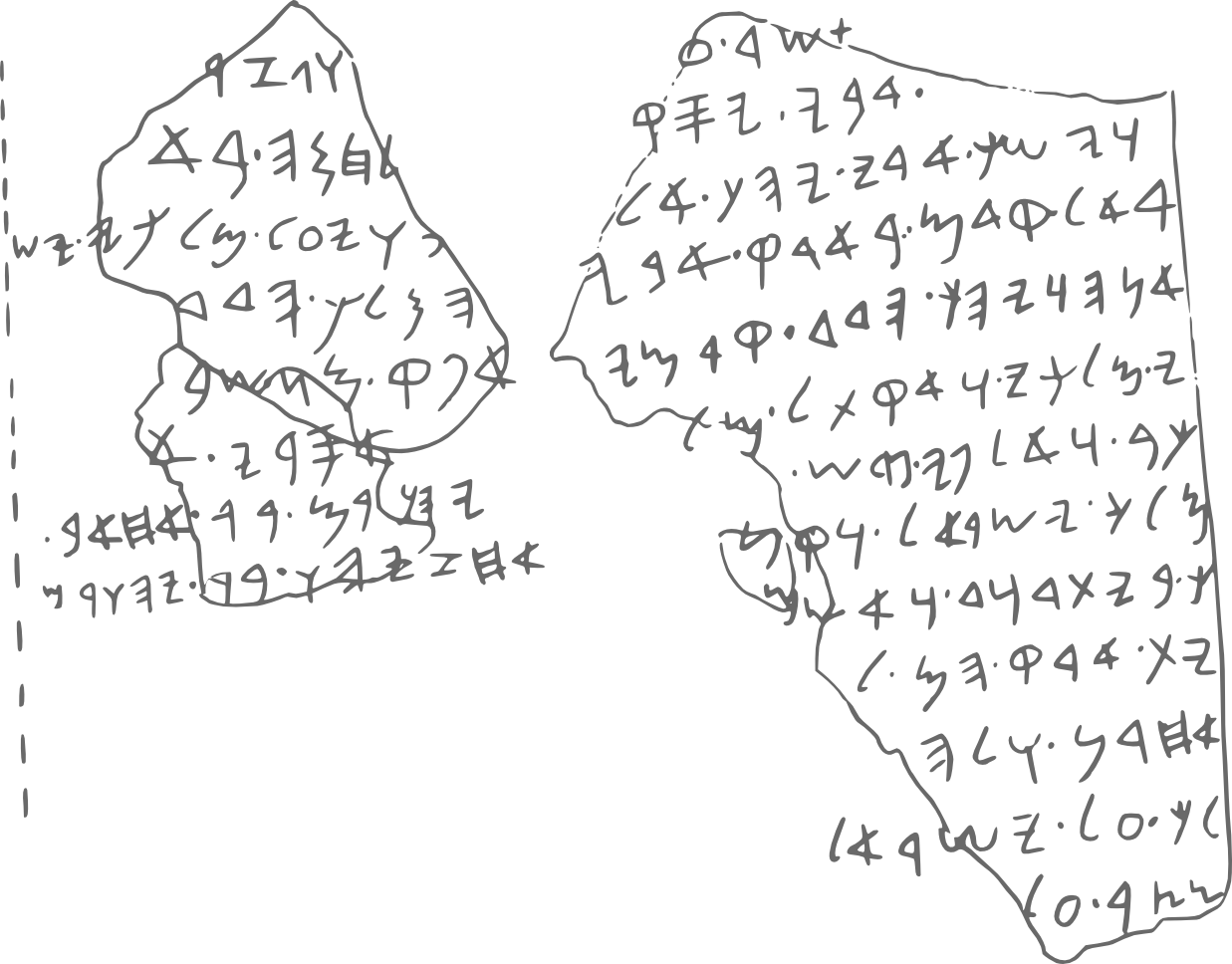
石碑の記述内容。破片Aは右側、破片B1及びB1は左側。

テル・ダン石碑は、1993年から1994年にイスラエル北部、テル・ダンでの発掘調査で発見された石碑である。壊れているが、発見された複数の石片を組み立てたところ、フェニキア文字で書かれた、祝勝の碑文が彫られていることが分かった。この石碑はアラム・ダマスカスのハザエル王によって紀元前9世紀後半に残されたものとされている。また、この石碑はダビデが聖書以外で初めて文献として確認されたものでもある。この石碑の発見は数多くの論議を醸したが（中には模造品か否かについての論議も）、現在は広く「正銘の石碑である」とされており、また「ダビデ王朝とダマスカスのアラム王国を参照している」とされている。現在はイスラエル博物館にて展示されている。

## 石碑の発見
石碑は1993年に右図中破片Aを、1994に同図中破片B1及びB2を、テル・ダンにて、アブラハム・ビラン (en:Avraham Biran) によって発見され、それぞれ1933年と1935年に大学の同僚のヨセフ・ナヘフによって発表された。

## 内容
下記の文書はビランとヨセフが発表したものである。点は現版通り文字を区切りを示しており、空欄の四角括弧部分は読解不能を、中身のある四角括弧部分はビランとヨセフによって復元されたものである。
1.[ ]א]מר.ע[ ]וגזר ]

2.[ ]אבי.יסק[.עלוה.בה]תלחמה.בא--- ]

3.וישכב.אבי.יהך.אל[.אבהו]ה.ויעל.מלכי[ יש]

4.ראל.קדם.בארק.אבי[.ו]יהלך.הדד[.]א[יתי]

5.אנה.ויהך.הדד.קדמי[.ו]אפק.מן.שבע[ת---]

6.י.מלכי.ואקתל.מל[כן.שב]ען.אסרי.א[לפי.ר]

7.כב.ואלפי.פרש.[קתלת.אית.יהו]רם.בר[אחאב.]

8.מלך.ישראל.וקתל[ת.אית.אחז]יהו.בר[יהורם.מל]

9.ך.ביתדוד.ואשם.[אית.קרית.הם.חרבת.ואהפך.א]

10.ית.ארק.הם.ל[ישמן ]

11.אחרן.ולה[... ויהוא.מ]

12.לך.על.יש[ראל... ואשם.]

13.מצר.ע[ל. ]
下記の翻訳文はローレンス . J . ミキテュークによって各行毎に翻訳された英文を、本稿執筆者が和訳したものである。
1.[ ]...[ ]そして切り[ ]

2.[ ]私の父は行き、[ ]そして[...]に対して戦った

3.そして私の父は死の床に伏した。父はそのまた[父ら]に会いにいった。今、イ[ス]/ラエル王の支配は侵入した。

4.私の父の支配していた土地の中に。[しかしその後]Hadad神が私を王にしたのだ。

5'.そしてHadad神が私の前を進み、ゆくべき道を教えてくださる。So I went forth from [the] seven[...]/s

6'.of my rule,そして私は[7]0もの王たちを殺した。その王たちは数[千もの馬]/車

7. と数千もの騎兵を操っていた。 [そして私は殺した...]雄羊の子供[...]

8. イスラエルの王、そしてまた私は殺した[...]ヤフーの子供[... 王]/様

9. 王はダビデの家柄である。そして私は[彼らの街を崩壊し変わり果てた]姿にしてしまった。

10. 彼らの土地を[荒廃させ ...]

11'. others And[...そして...王になった]

12. 全イス[ラエル...そして私は横たわった]

13'. siege against [...]

## 内容の概要
紀元前9世紀後半、ハザエル王の翼下にあったアラム王国は、レバント地方の中でも力をつけていた王国であった。ハザエル王が中心都市としていたダマスカスからわずかおよそ110キロメートルのダン（＝テル・ダン）は、その手に落ち得た。これは次の考古学的証拠から生まれたものである：残留したイスラエル人は紀元前8世紀まで文献上現れる事は無く、紀元前843年にはダンがハザエル王の下のダマスカスの影響下にあった事も分かっている。
また、碑文には、碑文の著者であるハザエルが起こした彼の敵に対する戦争、つまり「ダビデ家」に対する戦争について記されている。碑文中の二人の敵の名前は部分的にしか読めなかったが、ビランとナヘフによって復元により、アハブの子、イスラエルの王であるヨラムと、ダビデ家ヨラムの子であるアハジアであるとされた。この認識に対して、学者たちの意見は真っ二つに分かれた。ハザエルはまた、碑文中で彼の父の日にイスラエルが彼の領土に侵攻してきた事と、ハダド神がイスラエルに対抗する為に彼を王とした有様をも碑文で語っている。さらにハザゼルは70の王を一千の戦車（馬車）と馬で破った事を述べた。そして最終行では、恐らくサマリア、に対する戦をしようかと持ちかけている側面もある。サマリアとは、すなわちイスラエルの王たちの首都である。

## 石碑の構成
石碑は3つの破片として発見され、それぞれA、B1そしてB2と区別されている。これらを組み合わせると破片は大方合致し、また破片B1とB2は二つ合わせて一つになる。しかしAと、B1とB2を組み合わせたもの（以下Bと称する）の間には一致性があるものの、B1とB2の間の合致性程とは高くない。ビランとナヘフはBをAの左に置いた（記事の頭の画像を参照せよ）。何人かの学者はこの配置に疑問を呈し、例えばウィリアム・シュニーデヴィントは同配置に微小な調整を加えたほうがよいと提案し、またガーション・ガリルはAの上にBを置き、またジョージ・アセスは下に配置した。石碑は考古学的には（具体的には地層学、陶器学及び金石学）早くて紀元前870年頃に作られたとされているが、遅くともいつまでに作られたのかは「不透明である」とされている（「ローレンス . J . ミキテュークは遅くともいつまでに作られたのかのポイントは紀元前750年よりは後であろう」とした）。その後も、いわゆる「コペンハーゲン学派」と呼ばれる学者の組織は様々な説を提示した。ナイレス・ピーター・レムチェやトーマス . L . トンプソンはまたアラム語の方言であることも提示した。碑文中で名前は挙がっていないにしろ、ほとんどの学者は石碑の著者をダマスカスのハザエル王（紀元前842-806）とした。一部の意見としては、ジョージ・アセスの「ハザエルの子であるベン・ハダド三世」だとしたものや（この説だと石碑が彫られたのは紀元前796年となる）、J . W . ウェセリウスの「イスラエルのイェフ（統治：紀元前845-818）」だとした説もあるが、有力ではない。